# The Loe
The Loe är en sjö i Storbritannien.   Den ligger i grevskapet Cornwall och riksdelen England, i den södra delen av landet, 400 km väster om huvudstaden London. The Loe ligger 34 meter över havet.  Trakten runt The Loe består i huvudsak av gräsmarker.